# Sverre Sundman
Sverre Sundman, född 5 juni 1950 i Frostvikens församling, död 18 Juni 2023 var en svensk skivbolagsman och ljudtekniker. Han var en grundarna till MNW, Music NetWork (Musiknätet Waxholm), där han också verkade som ljudtekniker, men övergick redan våren 1971 (tillsammans med bandet Contact) till Polydor. Han är son till författaren och akademiledamoten Per Olof Sundman.